# Ласло I Святой
Ла́сло I Свято́й (Владисла́в; венг. I. Szent László, хорв. Ladislav I, словац. Ladislav I, пол. Władysław I Święty; 27 июня 1046, Польша — 29 июля 1095, около Нитры) — венгерский король из династии Арпадов c 25 апреля 1077 по 29 июля 1095, один из самых известных и почитаемых королей страны. Причислен к лику святых 27 июня 1192 года. В 1091—1095 годах — фактический правитель большей части Хорватии.

## Ранние годы
Ласло был вторым сыном будущего короля Белы I и Рыксы (Аделаиды), дочери польского короля Мешко II. Он родился в 1046 году в Польше, куда семья бежала после неудачного заговора против Иштвана Святого, предпринятого дедом Ласло, князем Василием (Вазулом). Мать новорождённого принца дала ему славянское имя Ладислав (венгерская форма — Ласло), которое у венгров ранее не встречалось. Впоследствии, благодаря широкому почитанию короля Ласло I, это имя стало одним из самых популярных в Венгрии. В 1060 году Бела I разбил короля Андраша I и взошёл на венгерский трон. Его семейство, в том числе старшие принцы Геза и Ласло, вернулось в Венгрию.
После смерти Белы I в 1063 году началась гражданская война между Шаламоном, сыном Андраша I, опиравшимся на германскую помощь, с одной стороны, и Гезой и Ласло, заручившимися поддержкой Польши, с другой. Годом позже был подписан мир, по которому братья признали власть Шаламона, а он, в свою очередь, согласился с правлением сыновей Белы в северных и восточных землях королевства (т. н. Tercia pars Regni, Третья часть королевства), где правил ранее их отец Бела I. Некоторое время мир соблюдался, однако в 1074 году война вспыхнула вновь. После разгрома войск Шаламона в битве у Модьорода Геза стал королём страны.
Во время правления своего брата Гезы I (1074—1077) Ласло был одним из его главных советников в продолжавшейся борьбе с Шаламоном. После смерти Гезы королём был провозглашён Ласло. В 1078 году Ласло I женился на Аделаиде, дочери швабского правителя Рудольфа, в числе прочих мотивов стремясь лишить Шаламона немецкой поддержки. Шаламон, осознав бесперспективность борьбы, вскоре признал Ласло королём.

## Правление

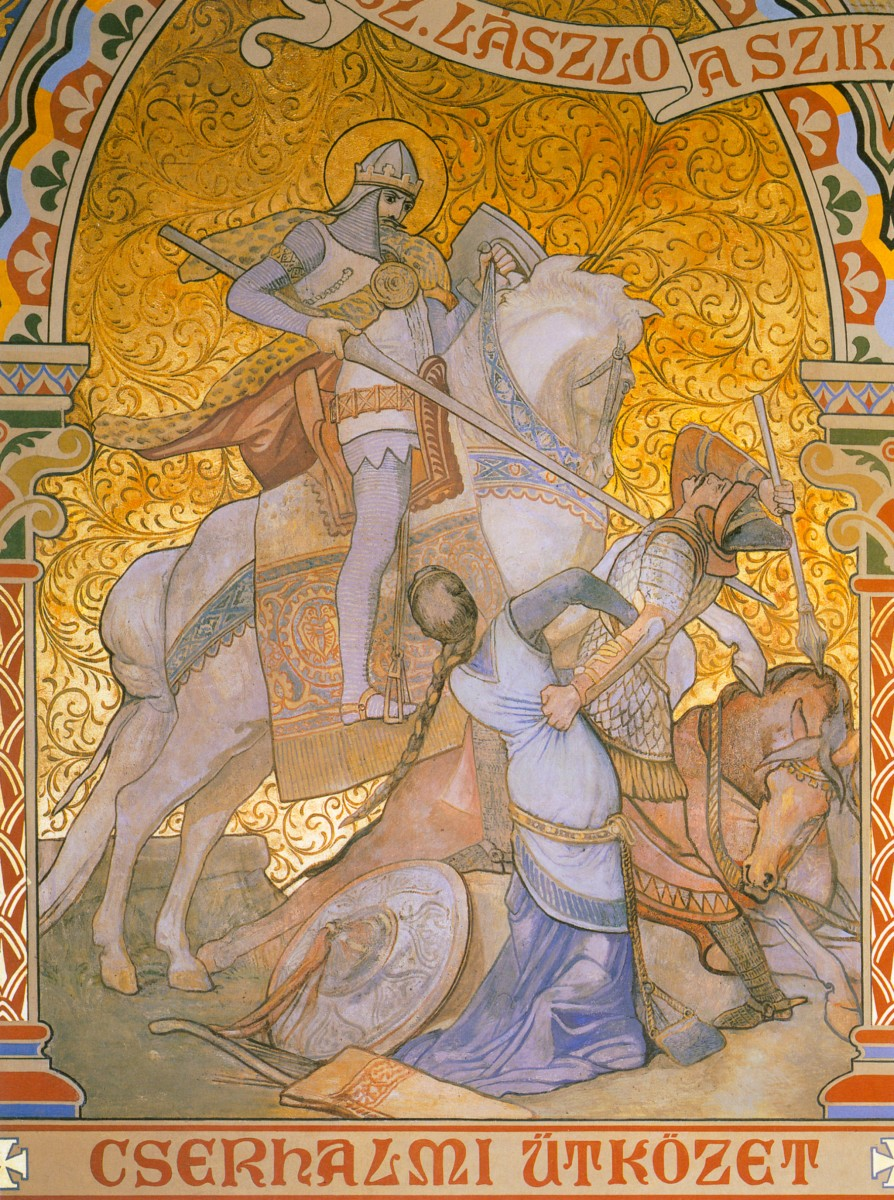
Мозаика с изображением Ласло Святого в церкви Матьяша в Буде

Во внутренней политике правление Ласло характеризовалось усилением королевской власти и прекращением феодальных междоусобиц, терзавших страну долгое время. В стране за годы его царствования установился мир, экономика испытывала подъём. В его правление были приняты важные законы, касавшиеся защиты частной собственности, были введены суровые наказания за кражи и разбой.
Король много внимания уделял укреплению позиций католичества в стране, основал несколько новых епархий и монастырей. Король Ласло поддерживал папство в борьбе за инвеституру, в частности оказывал помощь своему тестю Рудольфу Швабскому в борьбе с императором Генрихом IV, принципиальным противником папы Григория VII. В 1083 году папа Григорий VII канонизировал первого короля Венгрии Иштвана I и его сына Имре, что способствовало росту авторитета короля и всего дома Арпадов.
В 1085 году Ласло, сочетавший в себе таланты государственного деятеля и незаурядного полководца, успешно отразил нападение на страну печенегов.

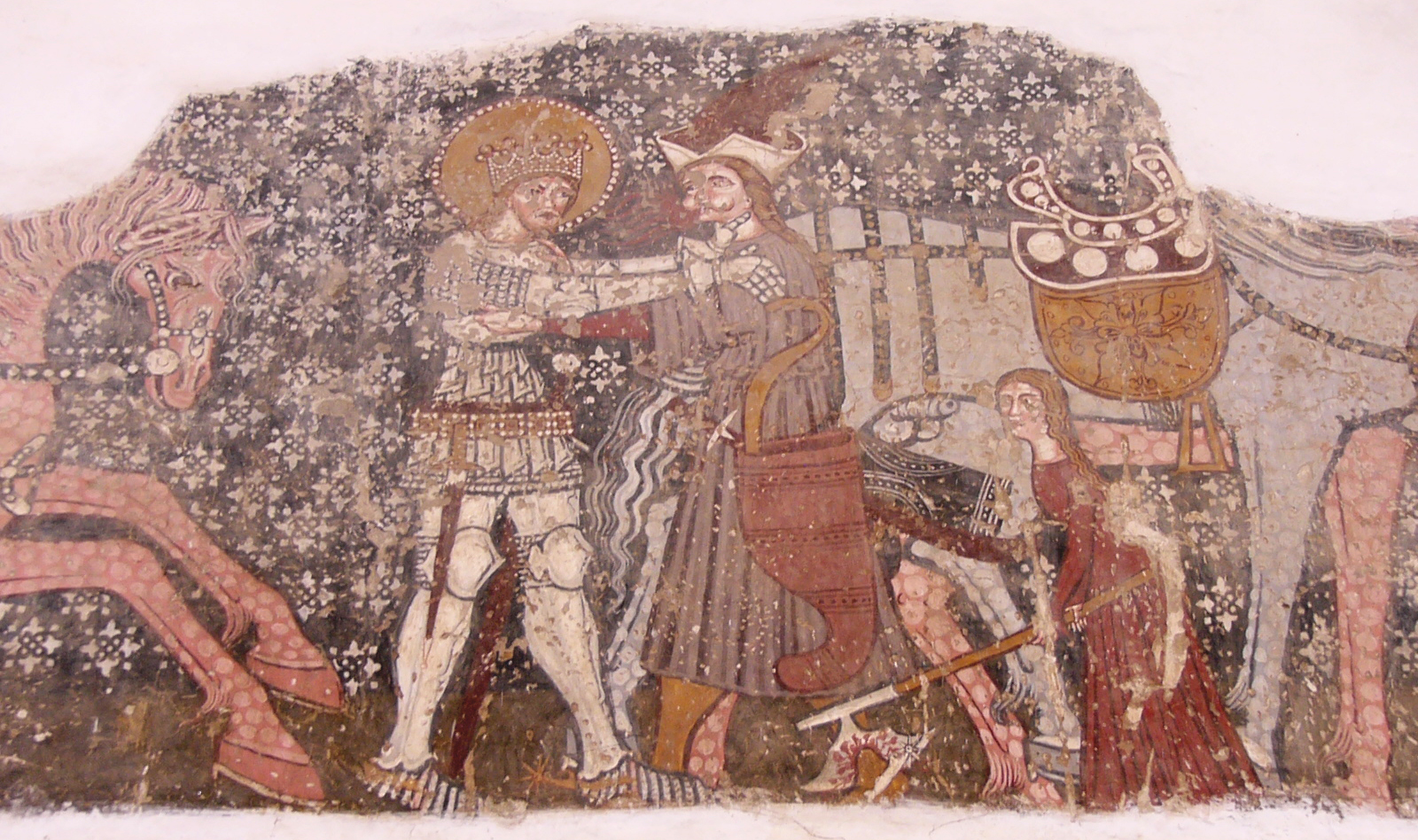
Слева — венгерский король Ласло I, справа — куманский воин. Дарджу, Румыния

Начиная с 1089 года, когда в Хорватии скончался король Дмитар Звонимир, венгерское королевство уделяло большое внимание событиям в этой стране. Вдова Звонимира Елена, родная сестра короля Ласло, вела политику в интересах своего брата, стремясь к тому, чтобы он получил хорватскую корону. Хорватское дворянство, опасавшееся утраты суверенитета, выбрало королём престарелого Степана II, который, впрочем, скончался в 1091 году. В том же году умерла и Елена.
Поскольку династия Трпимировичей, хорватских королей, пресеклась, Ласло на основе своего родства с Дмитаром Звонимиром предъявил претензии на хорватский престол. Венгерские войска вошли на территорию ослабленной соседней державы и вскоре полностью захватили Славонию и значительную часть остальной Хорватии. Это вызвало резкое недовольство Константинополя, заручившегося поддержкой половцев, которые в 1091 году напали на Венгрию и захватили восточные регионы страны. Король Ласло двинул войско против них и одержал над половцами блестящую победу на берегах реки Темеш. Не удовольствовавшись изгнанием половцев, венгерские войска продолжили наступление на Балканах и захватили область Срем и Белград, находившиеся до того под контролем Византии. В 1092 году Ласло также вёл успешные действия против Василько Ростиславича, князя теребовльского.

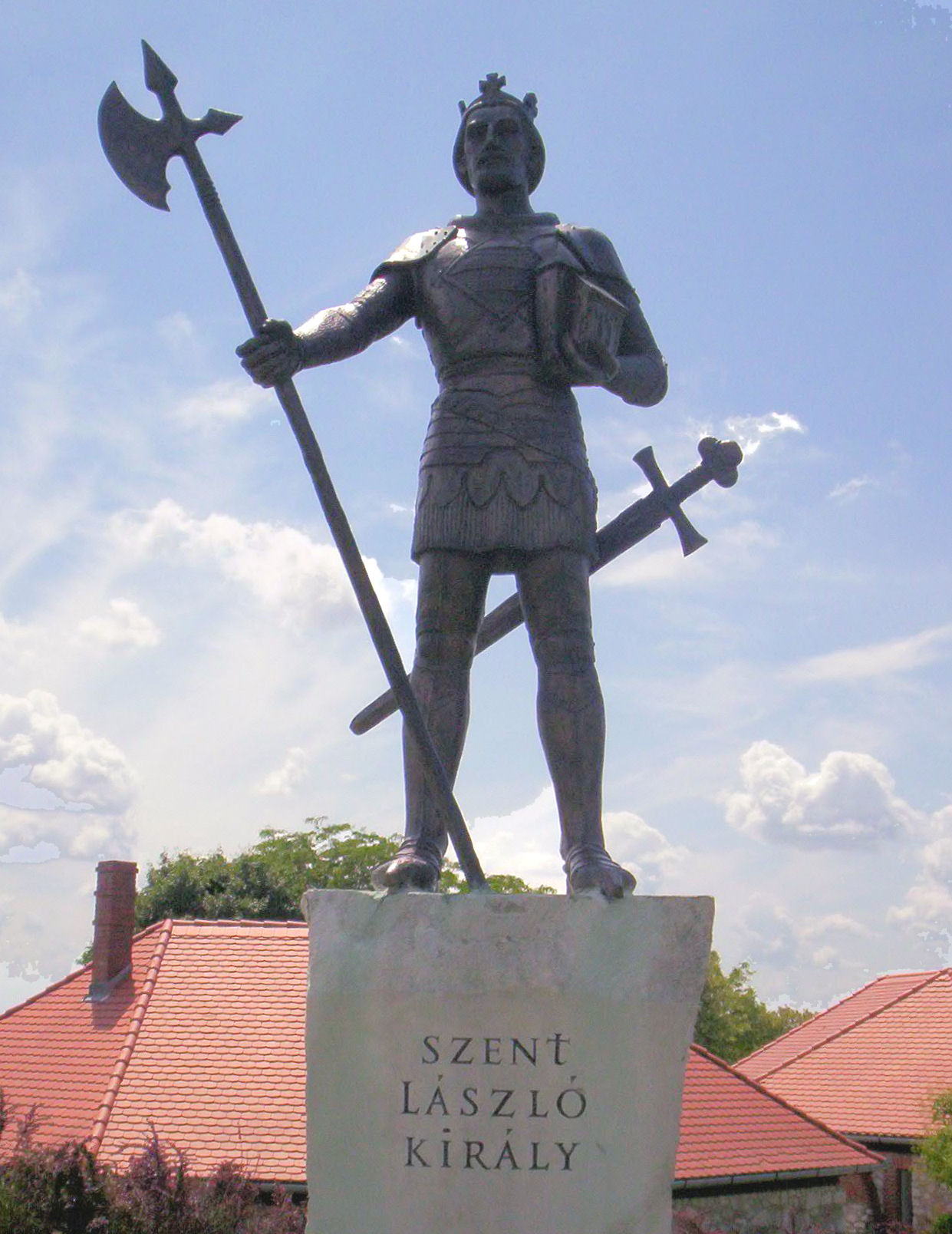
Памятник св. Ласло в Шомодьваре

Хотя реальная власть на территории Хорватии принадлежала ему, Ласло назначил королём Хорватии своего племянника Альмоша. Хорватская знать, тем не менее, не смирилась с фактической ликвидацией независимого королевства и выбрала в 1093 году королём страны хорватского магната Петара Свачича, который начал войну с венгерскими силами и сумел взять под контроль часть страны.

## Последние годы
Последние годы жизни Ласло I были омрачены раздорами по вопросу престолонаследия. У самого короля не было сыновей, его дочь Пирошка (крещальное имя Ирина) стала женой императора Византии Иоанна II и впоследствии была канонизирована в православии. Претендентами на престолонаследие были два племянника короля, сыновья Гезы I, Кальман и Альмош.
Ласло I, чьи полководческие таланты были к тому времени высоко оценены в Европе, рассматривался в качестве одного из предводителей I крестового похода, и дал на это своё согласие, однако выступить в поход не успел. 29 июля 1095 года Ласло скончался в Нитранском княжестве, где готовился к военным действиям против чешского князя Бржетислава II.
Похоронен король был в бенедиктинском аббатстве Шомодьвар (к северу от Капошвара). После его смерти в стране разразилась смута, связанная с борьбой за трон между Альмошем и Кальманом, закончившаяся в итоге победой Кальмана.

## После смерти

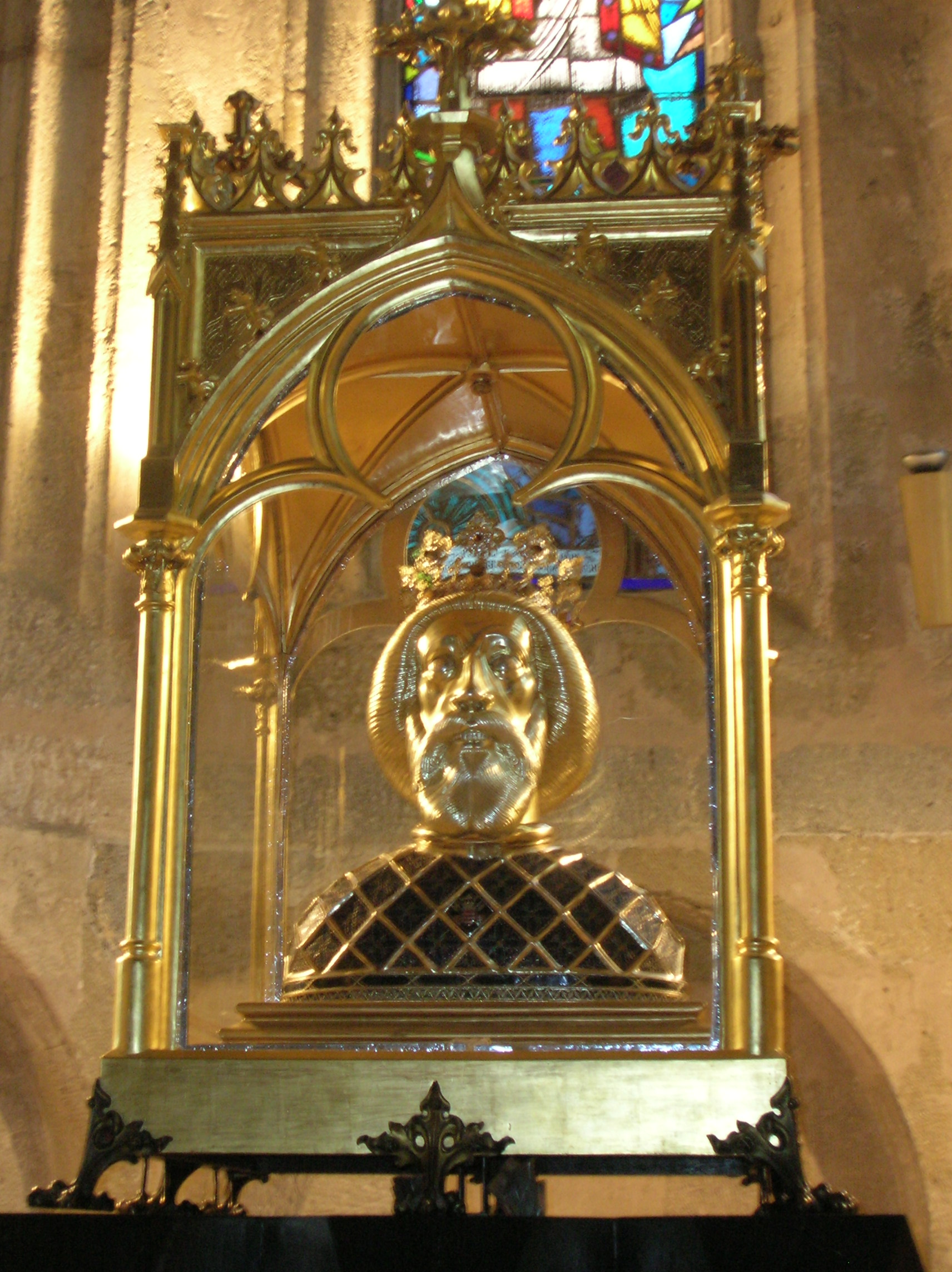
Реликварий Святого Ласло в кафедральном соборе города Дьёр

При жизни король Ласло был окружён широким почитанием, после его смерти народное благочестие начало почитать его святым задолго до официальной канонизации, состоявшейся в 1192 году. День его памяти — 29 июля. Вокруг имени короля возник целый цикл легенд, его идеализированный образ рассматривался в Венгрии как образец идеального христианского короля-рыцаря. Часть мощей святого короля хранится в кафедральном соборе города Дьёр.

## Данные палеогенетики
По результатам палео-днк тестирования, у Ласло I определили Y-хромосомную гаплогруппу R1a1a1b2a2a-Z2123>R1a-SUR51>R1a-ARP5>R1a-ARP11>ARP11*, характерную в целом для династии Арпадов.

## В кинематографе
«Священная корона» (Венгрия, 2001). В роли короля Ласло I Святого — Аттила Сарваш. Фильм начинается с последних лет правления венгерского короля Андраша I и провозглашения его сына Шаламона наследником престола; далее — начало правления Шаламона, примирившегося со своими двоюродными братьями Гезой и Ласло (коронация Шаламона в 1064 году, победное сражение объединённых сил трёх братьев с печенегами под Керлешем в 1068 году), затем — период ссор и военных столкновений короля Шаламона с объединёнными силами братьев Гезы и Ласло, завершающийся свержением Шаламона и провозглашением Гезы I королём Венгрии. Оставшаяся часть фильма посвящена событиям, времён правлений Гезы I и Ласло I (женитьба Ласло на дочери герцога Швабии Рудольфа; коронация Гезы I в 1075 году короной, присланной византийским императором Михаилом VII Дукой; жизнь Шаламона в изгнании и его заключение под стражу; смерть короля Гезы и воцарение Ласло; канонизация и вскрытие гробницы первого короля Венгрии Иштвана, извлечение его короны из гробницы; освобождение королём Ласло I Шаламона из заключения; изготовление Священной короны венгерских королей путём соединения извлечённой из гробницы короны Иштвана с коронационной короной Гезы I; коронация Ласло I этой короной).